# CTorrent
CTorrent là trình khách BitTorrent chạy ở dạng dòng lệnh được viết bằng ngôn ngữ lập trình C++. Hiện tại nó có thể chạy trên các hệ điều hành sau: tất cả các phiên bản của Linux, Mac OS và FreeBSD.